# De Havilland Gyron
El de Havilland PS.23 o PS.52 Gyron, originalmente denominado Halford H-4, fue el último diseño de turborreactor de Frank Halford mientras trabajaba para de Havilland. Pensado para desarrollar más potencia que cualquier otro diseño en producción, el Gyron fue el reactor más potente de su época, produciendo 9000 kgf de empuje "en seco", y 12 200 con postquemador. El motor era en realidad demasiado grande para la mayoría de los usos de le época, y no entró en producción. Más tarde se desarrolló un modelo a escala reducida en un 43 %, dando como resultado el de Havilland Gyron Junior, el cual tuvo más éxito.

## Diseño y desarrollo
El Gyron fue el primer motor con compresor axial de Halford, algo completamente diferente sus motores anteriores de compresores centrífugos, basados en diseños semejantes a los de Whittle, el Goblin (H-1) y el Ghost (H-2). El Gyron fue el primer motor diseñado específicamente para vuelo supersónico.
El Gyron arrancó por primera vez en 1953. Las pruebas de vuelo comenzaron en 1953 en un Short Sperrin modificado (un diseño de bombardero que en la práctica se volvió un avión experimental), reemplazando a los dos Rolls-Royce Avon con los Gyron, mucho más grandes.
El Gyron fue seleccionado para varios proyectos, siendo el más notable el avión de ataque supersónico Hawker P.1121 (a veces llamado "Hurricane"), que debería haber sido el reemplazo para el Hawker Hunter. Sin embargo, este proyecto fue cancelado. Otro diseño potencial basado en el Gyron fue el interceptor Operational Requirement F.155, el cual usaba opcionalmente el Rolls-Royce RB.106. El F.155 también fue cancelado, como parte de la 1957 Defence White Paper.

## Motores en exhibición
Un ejemplar del Gyron es mantenido por el Science Museum de Londres, otro está en exhibición pública en el de Havilland Aircraft Heritage Centre, St Albans.

## Especificaciones (Gyron D.Gy.1.)
- Tipo: Turbojet
- Largo: 3950 mm
- Diámetro:1400 mm
- Peso: 1940 kg
- Compresor: de flujo axial de siete etapas
- Turbina: dos etapas
- Empuje: 9000 kgf
- Compresión: 5,6
- Consumo: 1,04 kg/hr/kg a máxima potencia